# Amphipyra luciola
Amphipyra luciola är en fjärilsart som beskrevs av Hüfnagel 1767. Amphipyra luciola ingår i släktet Amphipyra och familjen nattflyn. Inga underarter finns listade i Catalogue of Life.